# مات هنري
مات هنري (بالإنجليزية: Matt Henry)‏ (14 ديسمبر 1991 في نيوزيلندا - ) هو لاعب كريكت نيوزلندي. شارك مع منتخب نيوزيلندا الوطني للكريكت. أما مع النوادي، فقد لعب مع نادي مقاطعة ديربيشاير للكريكت ‏ ونادي مقاطعة ورسسترشاير للكريكيت ‏ وKent County Cricket Club ‏ وفريق كانتربري للكريكت ‏ وبنجاب كينغز.

## وصلات خارجية
- مات هنري على موقع إي آس بي آن كريك إنفو (الإنجليزية)